# Georges Archimbaud
Pour les articles homonymes, voir Archimbaud.
Georges Archimbaud, né le 23 septembre 1922 à Lyon - décédé le 26 mars 2003 à Vaugneray, est un militant de la Résistance française, membre du secrétariat dirigé par Daniel Cordier pour Jean Moulin.

## Biographie
En décembre 1942, Hugues Limonti recrute son ami Georges Archimbaud, ainsi que Joseph Van Dievort (pseudonyme « Léopold »), Laurent Girard, Francis Rapp et Hélène Vernay, comme courriers, qui rejoignent ainsi l'équipe de Daniel Cordier, secrétaire de la délégation de Jean Moulin à Lyon pour la zone Sud, équipe qui ne comprenait jusqu'alors que Cordier, Laure Diebold, Hugues Limonti et Suzanne Olivier.
Jean Moulin ayant décidé d'installer à Paris la direction de ses services pour toute la France et donné l'ordre à Cordier d'y déménager pour y organiser le nouveau secrétariat de la délégation, celui-ci part le 25 mars 1943 pour Paris en emmenant la majorité de son équipe, c'est-à-dire Laure Diebold, Hugues Limonti, Georges Archimbaud, Charles Rapp, Jean-Louis Théobald et Suzanne Olivier, celle-ci faisant chaque jour le trajet Paris-Lyon aller-retour et Joseph Van Dievort le trajet inverse pour transporter le courrier.
À Lyon restent Tony de Graaff, Laurent Girard et Hélène Vernay, ainsi que Maurice de Cheveigné qui doit écouler le trafic radio des deux zones, car on ne parvient pas à établir de liaison radio avec Londres depuis la Zone Nord,.
L'équipe de Paris est renforcée par Jacqueline Pery d'Alincourt et Claire Chevrillon.
Le 24 septembre 1943, Georges Archimbaud est arrêté à Paris, par le Sipo-SD, avec Francis Rapp et Laurent Girard monté de Lyon.
Archimbaud est déporté en Allemagne par le convoi parti de Compiègne le 22 janvier 1944. Mis au camp de Buchenwald puis au camp de travail SS Dora, puis   au camp de triage de Wieda (Harz), il est libéré en avril 1945.
Georges Archimbaud est décédé le 26 mars 2003 à Vaugneray.